# Mom Rinker's Rock
Mom Rinker's Rock est un point de vue dans le parc du Wissahicon, le long de la crique du Wissahicon, à Philadelphie, en Pennsylvanie, aux États-Unis. Il est localisé sur une corniche, vers l'est du parc, juste un peu au nord du Walnut Lane Bridge, tout près de la statue dédiée à la tolérance.
Le nom de ce point de vue dérive d'histoires légendaires à propos d'un événement qui se serait passé pendant ou après la bataille de Germantown, lors de la guerre d'indépendance américaine. On raconte que les forces américaines, prenant l'avantage sur le terrain accidenté de la vallée du Wissahicon, étaient renseignés par un observateur nommé « Mom Rinker ». D'après ce que l'on prétend, celui-ci était perché sur un rocher pour observer la vallée et faisait tomber des pelotes de fils contenant des messages sur les mouvements des troupes britanniques pendant l'occupation de Philadelphie. D'autres histoires font état d'une sorcière appelée Mom Rinkle qui n'a pas grand-chose à voir avec la guerre d'indépendance américaine. L'histoire admet que le général américain John Armstrong, contraint par le caractère accidenté du terrain à abandonner un canon dans la vallée, aurait exprimé son mépris pour les « affreuses collines du Wissahicon » (« horrendous hills of the Wissahickon »), qui aurait donné le nom de « Mom Rinker's Rock » qu'on lui donne aujourd'hui.
En ces lieux, pendant une nuit éclairée par la lune en mai 1847, le romancier, journaliste et dramaturge américain George Lippard s'est marié avec sa frêle jeune fiancée suivant les rites indiens. Des années après, en 1883, une statue dédiée à la tolérance a été érigée. C'est une statue en marbre représentant un homme vêtu de le tenue toute simple des quakers ; le simple mot « Toleration » est gravé à la base. La statue a été créée par le sculpteur Herman Kirn à la fin du XIXe siècle et installée sur ce site par le propriétaire foncier John Welsh, qui affirme avoir acheté la statue à l'exposition centenaire de Philadelphie de 1876. Welsh, ancien commissaire du parc Fairmount et ambassadeur américain au Royaume-Uni, a fait don de ce terrain au prieur du parc à sa mort en 1886.